# Szymon Ziółkowski
Szymon Jerzy Ziółkowski (Poznań, 1 juli 1976) is een Poolse kogelslingeraar. In deze discipline werd hij olympisch kampioen, wereldkampioen en meervoudig Pools kampioen. Viermaal vertegenwoordigde hij Polen op de Olympische Spelen.

## Loopbaan
Zijn eerste grote succes boekte Ziółkowski in 1994 met het winnen van een gouden medaille bij de wereldkampioenschappen voor junioren. Een jaar later won hij de titel op de Europese jeugdkampioenschappen in het Hongaarse Nyíregyháza.
In 2000 leverde Ziółkowski de grootste prestaties van zijn sportcarrière. Met een beste poging van 80,02 m versloeg hij op de Olympische Spelen van Sydney de Italiaan Nicola Vizzoni (zilver; 79,64) en de Wit-Rus Igor Astapkovitsj (brons; 79,17). Een jaar later won hij een gouden medaille op de wereldkampioenschappen in Edmonton in een persoonlijk record van 83,38.
Hierna won hij nog viermaal de Europacup, maar geen andere grote internationale toernooien. Wel plaatste hij zich verschillende malen voor de finale, zoals op de WK van 2005 (derde), de EK van 2006 (vijfde), de WK van 2007 (zevende) en de OS van 2008 (zevende).

## Titels
- Olympisch kampioen kogelslingeren - 2000
- Wereldkampioen kogelslingeren - 2001
- Pools kampioen kogelslingeren - 1996, 1997, 1999, 2000, 2001, 2002, 2004, 2005, 2006
- Wereldjeugdkampioen kogelslingeren - 1994
- Europees jeugdkampioen kogelslingeren - 1995

## Persoonlijke records
| Onderdeel      | Prestatie           | Datum           | Plaats   |
| -------------- | ------------------- | --------------- | -------- |
| kogelstoten    | 15,25 m             | 1995            |          |
| discuswerpen   | 49,44 m             | 1997            |          |
| kogelslingeren | 83,38 m (nat. rec.) | 5 augustus 2001 | Edmonton |

## Palmares

### kogelslingeren
- 1994:  WK junioren - 70,44 m
- 1995:  EK junioren - 75,42 m
- 1996:  Europacup B in Fana - 77,22 m
- 1997:  EK U23 - 73,68 m
- 1997:  Europacup B in Praag - 74,78 m
- 1998: 5e EK - 78,16 m
- 1999:  Europacup - 78,67 m
- 2000:  Europacup B in Bydgoszcz - 79,77 m
- 2000:  OS - 80,02 m
- 2001:  Goodwill Games - 80,71 m
- 2001:  Jeux de la Francophonie - 79,89 m
- 2001:  WK - 83,38 m
- 2001:  Europacup - 80,87 m
- 2004:  Europacup - 77,27 m
- 2005:  Europacup - 79,14 m
- 2005:  WK - 79,35 m
- 2005: 5e Wereldatletiekfinale - 77,49 m
- 2006:  Europese Wintercup - 79,04 m
- 2006:  Europacup - 79,31 m
- 2006: 5e EK - 78,97 m
- 2006: 7e Wereldatletiekfinale - 77,44 m
- 2007: 7e WK - 80,09 m
- 2007: 8e Wereldatletiekfinale - 74,54 m
- 2008: 7e OS - 79,22 m
- 2009:  WK - 79,30 m
- 2010: 5e EK - 77,99 m
- 2011: 7e WK - 77,64 m
- 2012:  EK - 76,67 m